# MTU Aero Engines
MTU Aero Engines AG (v preteklosti MTU München, MTU - Motoren und Turbinen-Union GmbH) je nemški proizvajalec civilnih in vojaških letalskih motorjev. Podjetje se ukvarja tudi s plinskimi turbinami.
Sestrsko podjetje MTU Friedrichshafen proizvaja za razliko  dizelske motorje.

## Motorji
Blagovna znamka MTU se sicer ne uporablja na letaskih motorjih, je pa MTU partner pri številnih motorjih. 

### Civilni motorji
Vir:
- Pratt & Whitney PW4000
- Pratt & Whitney PW1000G
- Pratt & Whitney PW2000
- Pratt & Whitney PW6000
- Pratt & Whitney Canada PW300
- Pratt & Whitney Canada PW500
- Pratt & Whitney JT8D
- Engine Alliance GP7000
- IAE V2500
- General Electric GEnx
- General Electric CF6

### Vojaški motorji
Vir:
- Europrop TP400
- Eurojet EJ200
- MTR MTR390
- Turbo-Union RB199
- General Electric F414
- General Electric F110
- General Electric J79
- General Electric GE38
- General Electric T64